# Дарлингтон (Висконсин)
Дарлингтон (енгл. Darlington) град је у америчкој савезној држави Висконсин.

## Демографија
По попису из 2010. године број становника је 2.451, што је 33 (1,4%) становника више него 2000. године.
| Група             | 2000.         | 2010.         |
| Белци             | 2.376 (98,3%) | 2.114 (86,3%) |
| Афроамериканци    | 1 (0,0%)      | 8 (0,3%)      |
| Азијати           | 2 (0,1%)      | 6 (0,2%)      |
| Хиспаноамериканци | 27 (1,1%)     | 297 (12,1%)   |
| Укупно            | 2.418         | 2.451         |